# 齊林

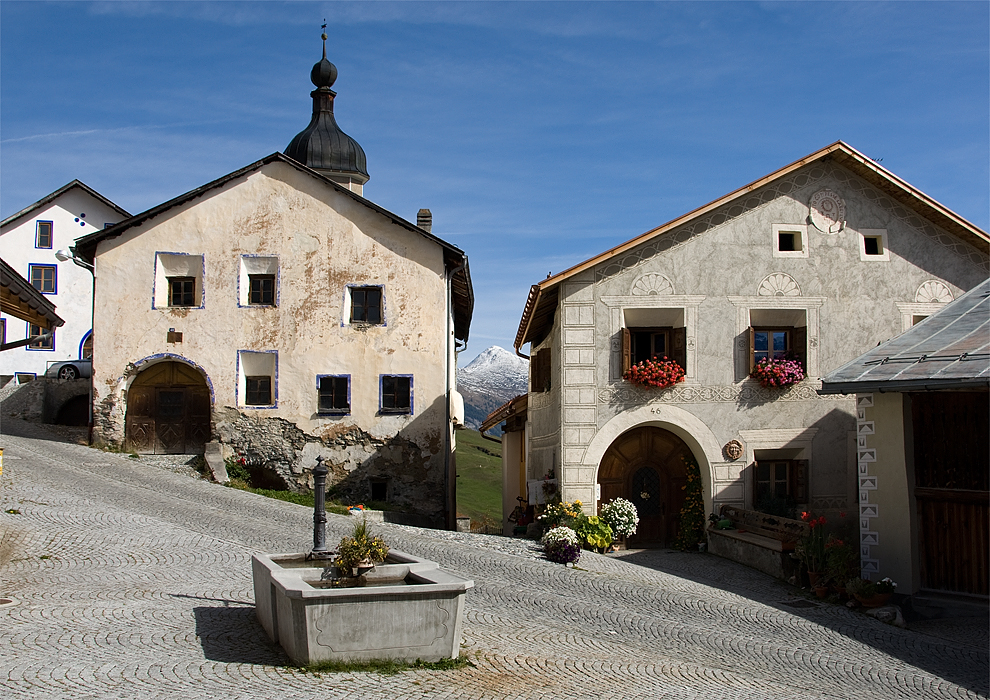

齊林是瑞士的城鎮，位於該國東部，由格勞賓登州負責管轄，面積75.08平方公里，海拔高度1,553米，2011年人口442，人口密度每平方公里6人。